# Comuna Lukiv, Rojîșce
Lukiv (în ucraineană Луків) este o comună în raionul Rojîșce, regiunea Volînia, Ucraina, formată din satele Krîjivka, Lukiv (reședința) și Nezvir.

## Demografie
Componența lingvistică a satului Lukiv
     Ucraineană (99,35%)
     Alte limbi (0,64%)
Conform recensământului din 2001, majoritatea populației satului Lukiv era vorbitoare de ucraineană (99,35%), existând în minoritate și vorbitori de alte limbi.